# 中国青铜称量货币

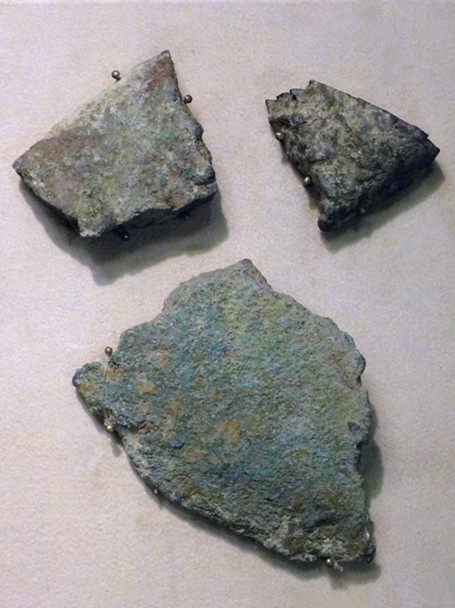
战国青铜块

青铜称量货币，中国商周时期的一类称量货币，使用时期开始于商朝末年，盛行于西周和春秋时期。

## 类别
青铜是先秦时期广泛使用的一种铜合金，是当时兵器、礼器及生产生活用具等的常用金属。青铜器及其碎片不仅能够回炉熔铸新的铜器，而且也常被用作货币。1959年在湖南省宁乡县黄材寨子山出土的一件商代兽面纹瓿在出土时内有224件铜斧，这些铜斧规格形状相同，而且没有使用痕迹，应当是作为货币来使用的。除了青铜器残片，还有专门制作的圆饼状铸块被用作货币，青铜饼在使用中又多砸成大小不一碎块，所以出土的青铜称量货币，主要有青铜饼、青铜块和青铜器残片等三大类。此外，商周时期的铜贝也是称量货币。

## 使用
青铜在西周和春秋不仅作为价值尺度和流通手段，而且也是国王赏赐、征收赋税、官员俸禄和政府罚没的支付手段：
- 国王赏赐：青铜器上常有“赐金百寽”、“赐金卅寽”等，其中赏赐的“金”可能是指铜块，也可能是指铜贝，而计量单位“寽”应该是双手上下合捧的铜贝的量，每寽在1.4-1.5千克
- 购买手段：曶鼎铭文中“用囗卖丝五夫，用百寽”的记载既是使用称量货币购买奴隶的记载
- 支付俸禄：
- 支付罚没：《尚书·舜典》记载“象以典型……金作赎刑”，《尚书·吕刑》记载“墨辟疑赦，其罚百锾”，《史记·周本纪》中同样的内容有记作“黥辟疑赦，其罚百率”